# Grime
Pour les articles homonymes, voir Grime (homonymie).
Genres dérivés
Dubstep, techstep
Le grime est un genre musical ayant émergé à Londres au début des années 2000, dans le quartier de Bow. Il se développe à partir du genre dance britannique UK garage, et tire ses influences, pour les productions, de la jungle, de la drum and bass, du 2-step et d'autres genres de musiques tirés du continuum hardcore théorisé par le critique musical Simon Reynolds. Pour ce qui est du flow, le grime tire son influence du dancehall et du hip-hop.
Le style est caractérisé par des breakbeats rapides et syncopés, généralement autour de 140 BPM, et présente souvent un son électronique agressif ou fragmenté. Comme dans le hip-hop, le emceeing est un élément important du style, et les paroles tournent fréquemment autour de descriptions grinçantes et sombres de la vie urbaine.
Le style s'est d'abord répandu dans les stations de radio pirates et les scènes underground avant d'obtenir une certaine reconnaissance au Royaume-Uni au milieu des années 2000 grâce à des artistes tels que Dizzee Rascal, Kano, Lethal Bizzle, Wiley & Skepta. Au milieu des années 2010, le grime a connu un second pic de popularité, avec le succès d'artistes comme Stormzy. Le genre qui a été décrit comme le "développement musical le plus important au Royaume-Uni depuis des décennies", rencontre alors un succès nouveau au-delà des frontières du Royaume-Uni.

## Terminologie
Le nom « grime » est introduit par des journalistes qui ont d'abord qualifié le son lourd de sous-basses de la musique de grimy (crasseux). Grimy est par la suite devenu « grime ». Les artistes eux-mêmes ont suggéré que le terme était approprié, car la musique parle souvent de « choses sinistres » dans les quartiers défavorisés Au départ, certains appelaient le genre « grimey garage ».

## Histoire

### Origines
Le grime émerge au début des années 2000 à Londres. Ses origines sont liées aux stations de radio pirates britanniques telles que Rinse FM, Deja Vu, Major FM, Delight FM, Freeze 92.7 et Mission, et c'est par le biais des radios pirates que les artistes ont pu émerger et se constituer un public.
Le grime découle du UK garage qui gagne en popularité la fin des années 1990, et connait un succès commercial et populaire via des émissions diffusées sur les ondes de Kiss 100 et BBC Radio 1. Alors qu'une grande partie du son UK garage fusionnait des influences soul et RnB, un son garage plus sombre, plus instrumental et moins vocal est alors apparu, ce qui a permis aux MC de poser des paroles par-dessus. Le rôle des MCs est alors devenu plus important dans les émissions de radio, et des collectifs tels que So Solid Crew, Heartless Crew, et Pay As U Go (ou l'on trouve le pionnier du grime Wiley) ont commencé à ouvrir la voie à ce que l'on allait appeler le « grime »,,,,.
Sur les ondes, les acteurs du grime s'affrontent souvent dans des war dubs. Les affrontements entre MC sont des éléments importants de la culture grime, en plus de pouvoir les entendre en direct, certains étaient filmés et diffusés sur le net. Les membres de ces crews ont commencé à expérimenter des logiciels de création musicale accessibles tels que Fruityloops pour écrire leurs propres instrumentaux, qui étaient ensuite découpés en dubplates (des productions exclusives) pour les émissions.
Bien que le grime soit reconnu comme un style musical créatif et innovant, d'autres facteurs contribuent à sa popularité rapide et généralisée. Les MCs qui produisent la musique grime sont très jeunes pour la plupart. Les noms les plus connus de l'industrie, Dizzee Rascal et Kano, ont tous deux obtenu leur premier succès à l'âge de 16 ans avec respectivement I Luv U et Boys Love Girls.  Cela fait des artistes grime « des jeunes faisant de la musique pour les jeunes », ce qui est considéré comme un facteur crucial du succès du genre.

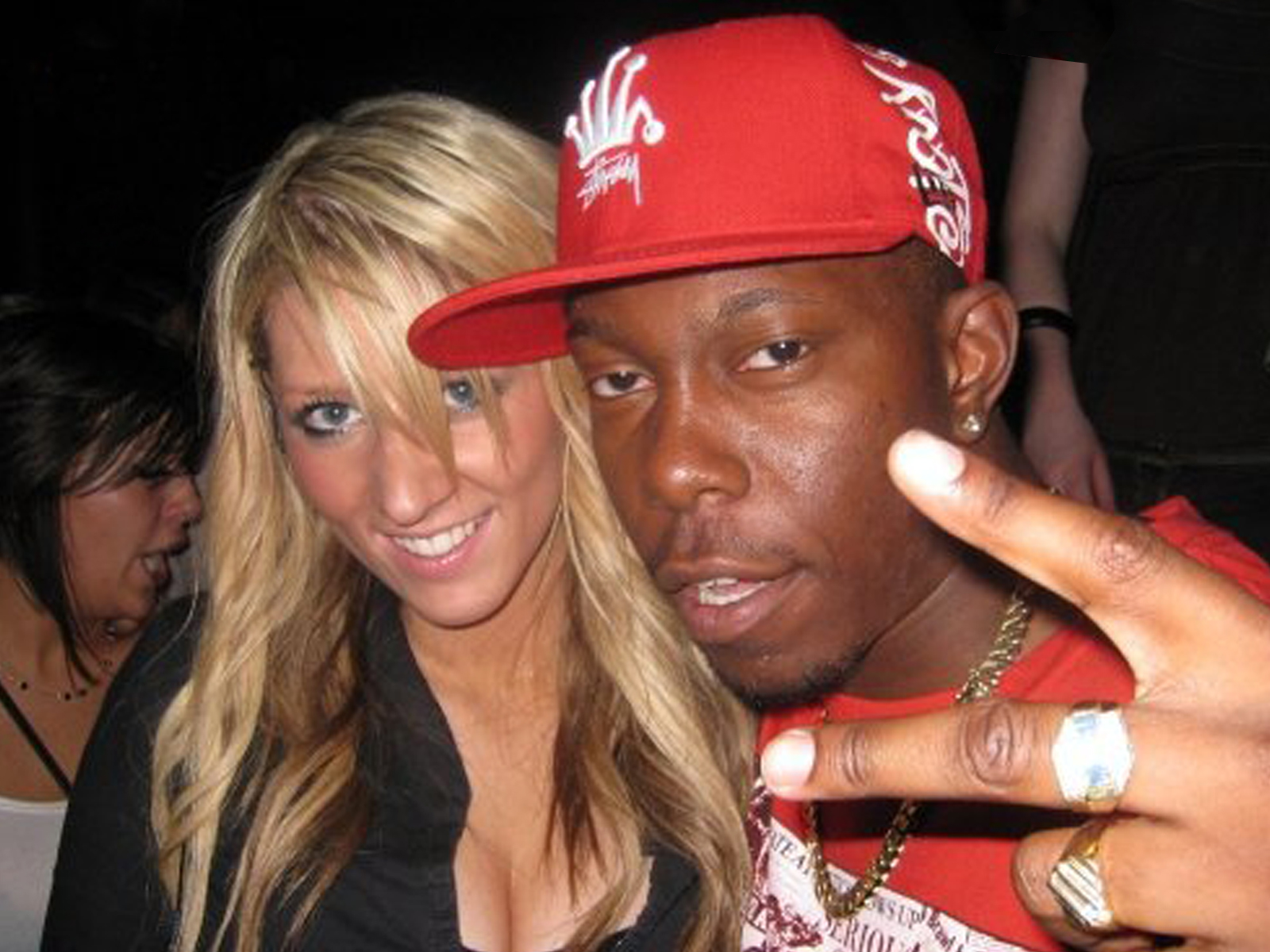
Dizzee Rascal.

Dizzee Rascal et Wiley sont les premiers artistes du genre à se populariser auprès du grand public dès 2003-2004, grâce à leurs albums Boy in da Corner et Treddin' on Thin Ice respectivement. Dizzee Rascal est positivement accueilli pour Boy in da Corner et est récompensé du Mercury Music Prize en 2003.
Le titre de premier morceau de grime fait souvent l'objet de débats. Certains attribuent ce titre à Know We de Pay As U Go ou à Dilemma du So Solid Crew (tous deux parus en 2000), mais Eskimo de Wiley (produit en 1999, sorti en 2002) et Pulse X de Youngstar (sorti en 2002)sont également considérés comme des candidats à ce titre. Dizzee Rascal a affirmé que sa chanson Crime, sortie en 2000, est la première chanson grime. Parmi les autres titres qui ont été parmi les premiers à être étiquetés comme « grime » figurent Ice Rink et Igloo de Wiley, Creeper de Danny Weed et Dollar Sign de Sticky en featuring avec Stush,.
À cette époque, le style est connu sous plusieurs noms, dont 8-bar (signifiant des motifs de couplets de huit mesures), nu shape (qui laissait place à des motifs de couplets plus complexes de 16 et 32 mesures) et eskibeat, un terme appliqué spécifiquement à un style initialement développé par Wiley et ses collaborateurs, incorporant des éléments dance et électro,. Cela indique que le UK garage s'éloigne de ses influences house pour s'orienter vers des thèmes et des sons plus sombres. La chanson "Wot Do U Call It" de Wiley, sortie en 2004, a été conçue pour répondre aux problèmes d'identité que connaissaient le grime à l'époque et pour établir sa séparation avec le garage. Elle est devenue le premier tube de Wiley dans le domaine du grime.Le morceau "Eskimo" caractérisé par une production sobre et froide est un autre exemple d'eskibeat. Selon Wiley, ce son plus froid et plus sombre reflétait son état d'esprit de l'époque.

### Développement

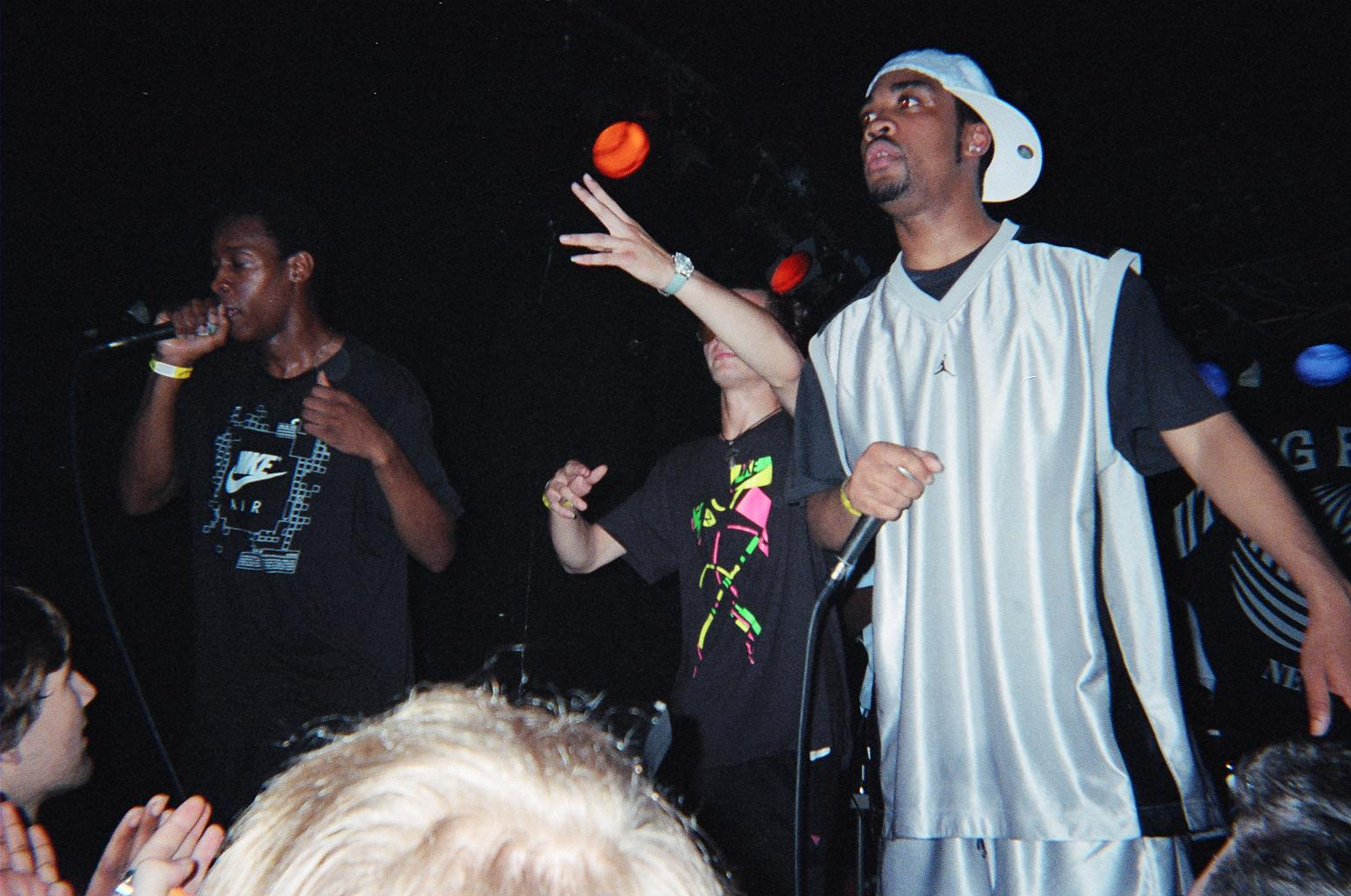
Wiley, Trim and Scratchy à New-York en 2005

Dizzee Rascal, Wiley, Kano et Lethal Bizzle sont parmi les premiers à attirer l'attention du grand public sur le genre en 2003-2004, avec leurs albums Boy in da Corner, Treddin' on Thin Ice, Home Sweet Home et Against All Oddz respectivement. Dizzee Rascal est largement salué par la critique et connait un succès commercial avec Boy in da Corner, qui remporte le Mercury Prize en 2003. De 2001 à 2006, le forum du magazine RWD est cité comme un élément clé de la culture du genre. Des artistes tels que Wiley, Skepta et Jme venaient fréquemment sur le forum pour échanger avec la communauté.
À ses débuts, le genre est essentiellement non visuel, ce qui signifie que l'on n'entendait les artistes que sur les radios pirates ou à travers leur musique, et que l'on ne voyait pas vraiment à quoi ils ressemblaient. Cette situation a changé avec l'apparition de diverses séries de DVD telles que Lord of the Mics, Risky Roadz, Lord of the Decks filmées par des vidéastes amateurs tels que Roony Keefe et Troy Miller,. Les DVD montre des artistes donnant des interviews et exécutant des freestyles. Ces vidéos se déroulaient souvent dans le magasin de disques Rhythm Division sur Roman Road dans l'est de Londres, qui a servi de centre communautaire clé pour les MCs Grime en développement et établis pendant cette période. Le magasin est fréquenté par des artistes comme Wiley, Skepta et Dizzee Rascal avant sa fermeture en 2010. Ces vidéos ont créé un tremplin unique pour les artistes, car la majorité de leur exposition antérieure se faisait par le biais de la radio pirate. Cette série de vidéos permet aux artistes d'être plus visibles et de diffuser leur son.
En 2004, le grime connait son premier single dans le Top 20 britannique avec la chanson Pow! (Forward) de Lethal Bizzle. La chanson s'avère controversée en raison des bagarres qu'elle aurait provoquées dans les clubs, ce qui conduit de nombreux lieux à l'interdire,. Cela a rendu difficile pour Lethal Bizzle de trouver un moyen de jouer sa musique en live. Lethal Bizzle a déclaré en 2012 au Guardian qu'il n'avait pas pu jouer dans les clubs urbains pendant plus d'un an en raison des interdictions dont il avait fait l'objet. De nombreux autres artistes de grime ont également eu des difficultés à se produire dans les clubs en raison du formulaire 696, un formulaire d'évaluation des risques que la police demandait aux clubs de remplir. Le formulaire 696 est fortement controversé, souvent qualifié de discriminatoire.
Le formulaire est créé en 2005 après une vague de violence armée dans les clubs. Il est critiqué en 2009 par John Whittingdale, député du Parti conservateur britannique, qui l'a qualifié de « draconien ». Le formulaire est également critiqué pour avoir ciblé les soirées musicales noires, car il demandait spécifiquement quels groupes ethniques pouvaient assister à l'événement,. De nombreuses raves grime sont fermées par la police à l'aide du formulaire. Lethal Bizzle déclare en 2012 que cela avait entraîné un changement dans la manière de faire de la musique grime pour les clubs, au profit de la musique grime à écouter à la maison. Le formulaire 696 est accusé d'avoir contribué au déclin de la popularité du grime à la fin des années 2000,.

### Déclin

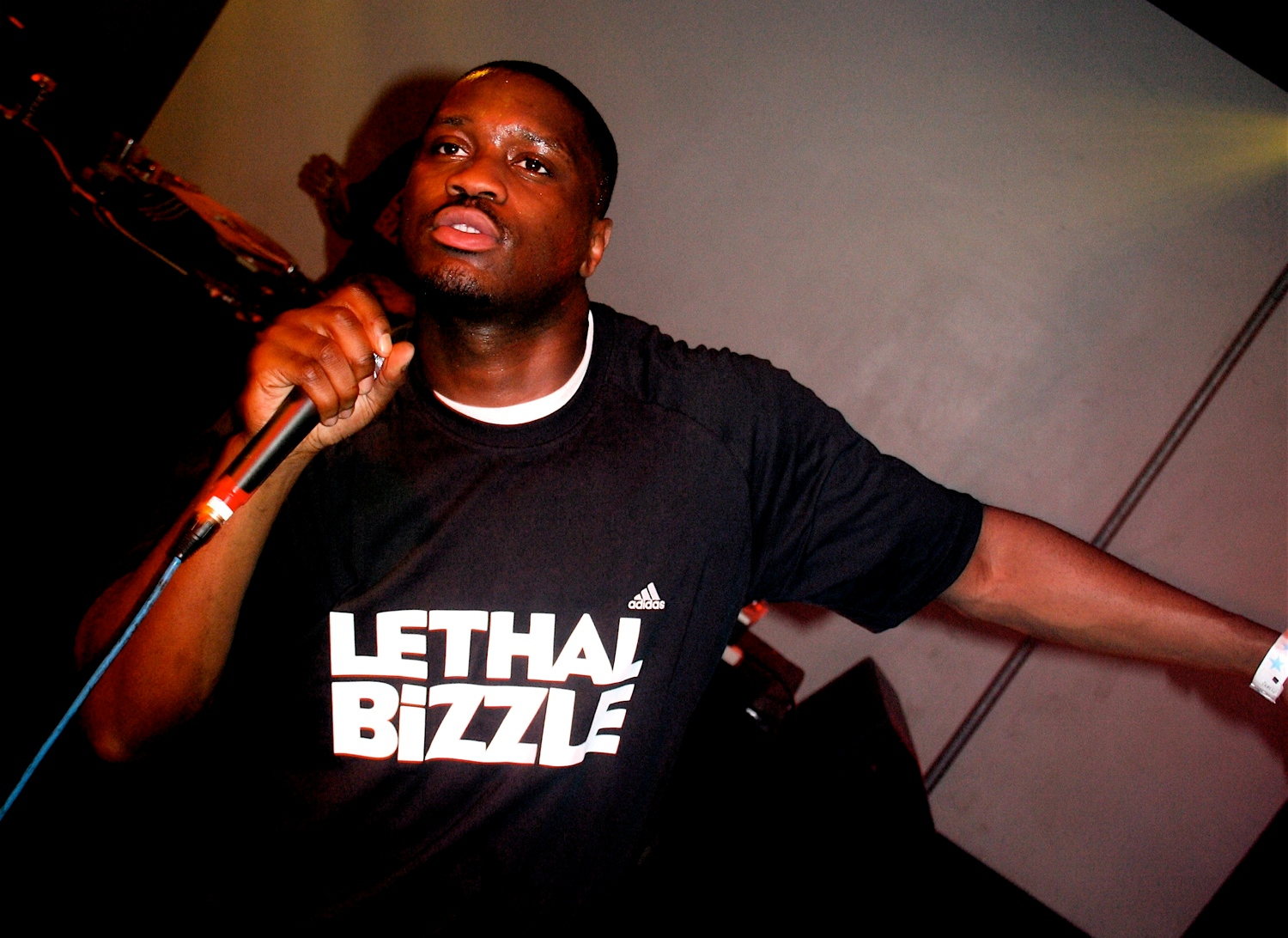
Lethal Bizzle, auteur du titre Pow!.

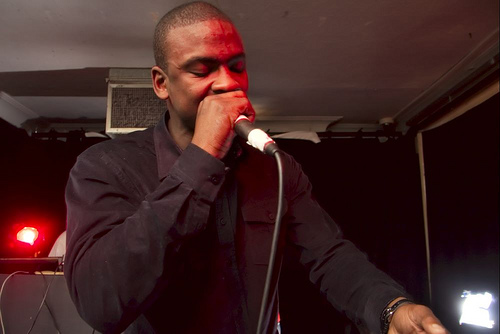
Skepta.

À la fin des années 2000, le grime commence à perdre de la vitesse. Les maisons de disques, les radios et les médias ne savent pas quoi faire du grime, ce qui limite son impact et son exposition,. La montée en puissance du dubstep et du UK funky complique également la tâche du grime. De nombreux MCs grime ont aussi commencé à s'orienter vers un rap commercial influencé par l'électro-house et à délaisser la musique grime. Des artistes tels que Tinchy Stryder, Chip et Wiley ont commencé à s'éloigner de la musique grime et à sortir de la musique avec des éléments pop, avec beaucoup de succès. Le morceau de Wiley Wearing My Rolex, produit par Bless Beats, est crédité pour avoir donné le coup d'envoi de cette vague de commercialisation.
Créée avec la même intention, la chanson "Rolex Sweep" de Skepta n'a atteint que la 86e place des charts, bien qu'elle ait figuré dans la série Misfits. Dizzee Rascal a eu plus de succès que les autres artistes grime à cette période, sa chanson Dance wiv Me produite par Calvin Harris se retrouvant à la première place du UK Singles Chart. La vague de musique commercialisée est critiquée par d'autres artistes grime pour son manque d'authenticité par rapport au son d'origine.
Le grime connait tout de même quelques succès pendant cette période, comme le morceau de Tempa T Next Hype sorti en 2009 Pow de Lethal Bizzle est surnommée l'« hymne officieux » du mouvement étudiant de 2010 au Royaume-Uni. À cette période, la scène grime en dehors de Londres continue de grandir dans les Midlands, en particulier à Birmingham. Le manque d'attention des médias à l'égard du grime, ou de plateformes grand public qui présenteraient le grime de manière fiable, donne naissance à des plateformes internet telles que SB.TV (créée en 2006), Link Up TV (créée en 2008) et Grime Daily (créée en 2009, aujourd'hui connue sous le nom de GRM Daily).

### Retour

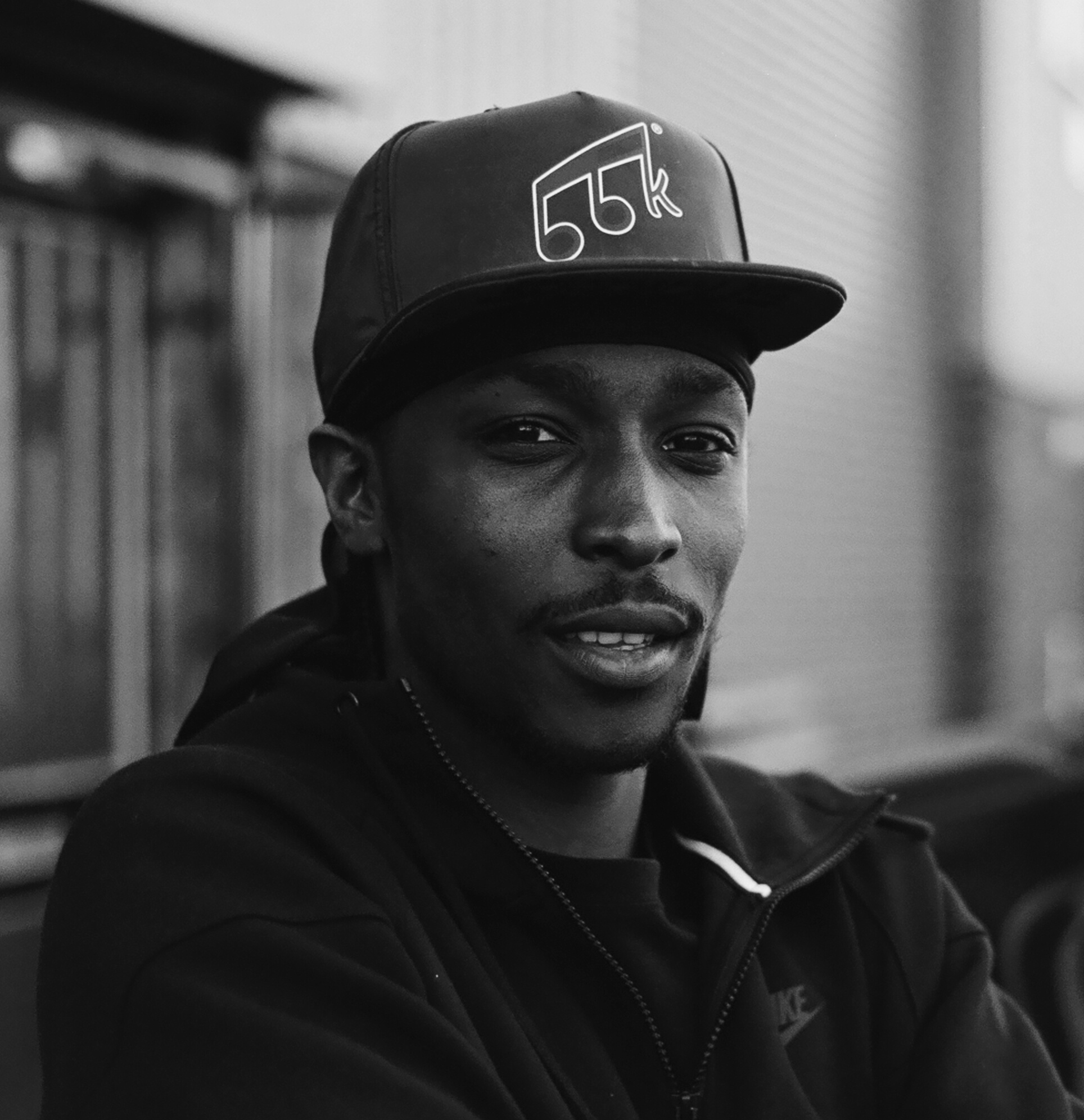
Jme, MC de grime et frère de Skepta.

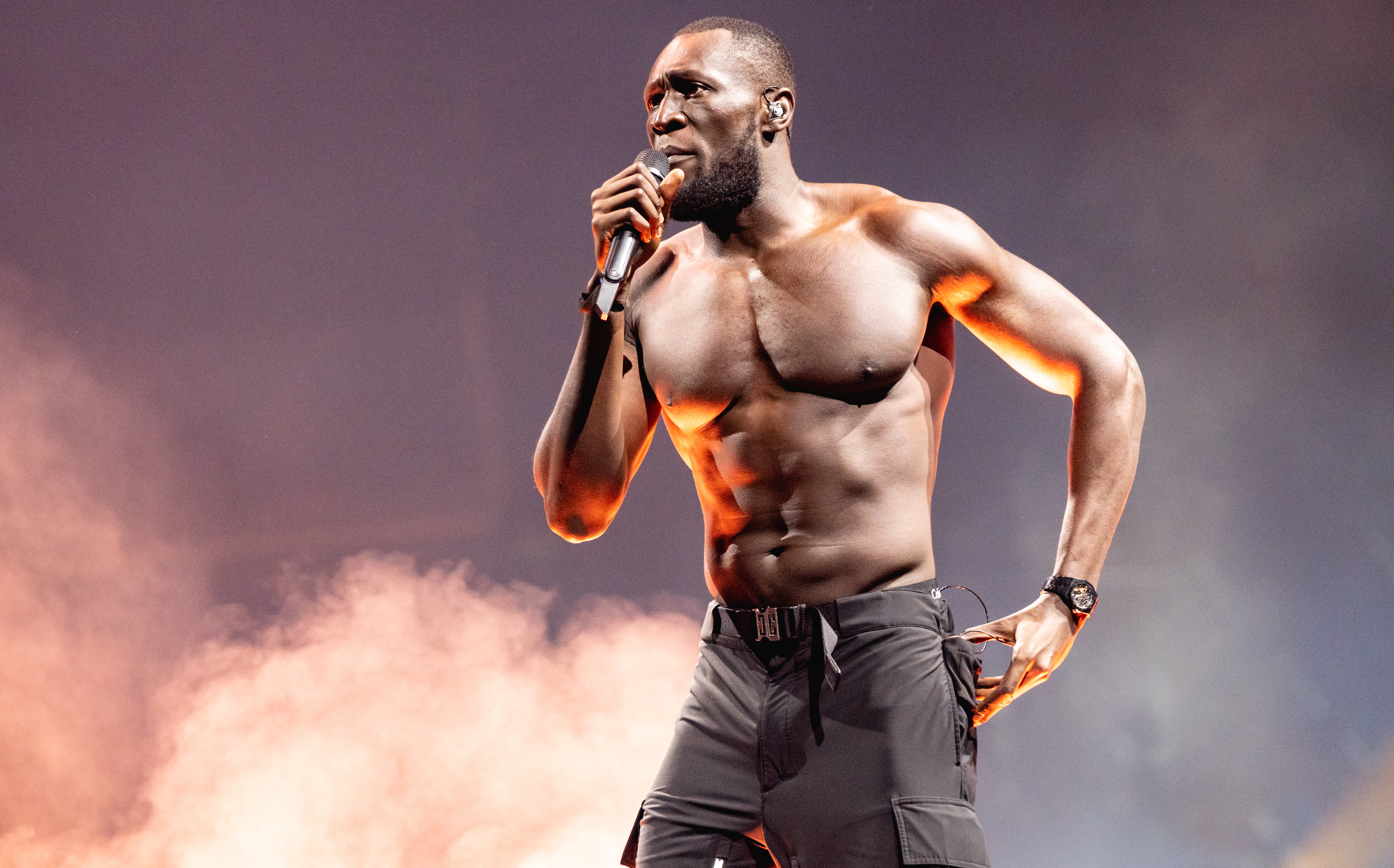
Stormzy.

En 2011, un nouveau volume de la série de DVD Lord of the Mics voit le jour, le premier depuis 2006. Wiley, inspiré par le retour de LOTM, ressuscite en 2012 Eskimo Dance, une série de soirées grime très populaire dans la scène, lancée puis abandonnée dans les années 2000. Jammer, présentateur de Lord of the Mics suggère que le succès d'Eskimo Dance encourage la tenue d'un plus grand nombre de raves grime par la suite.
En 2013, un renouveau du grime instrumental se produit dans l'underground, avec une nouvelle vague de producteurs expérimentant la musique grime. Le producteur Logos, qui a été crédité par FactMag pour avoir initié le renouveau, cite la chute du dubstep comme source d'inspiration pour revenir au grime et le réimaginer.
En 2014, le grime connait un renouveau commercial mené par les MC, initié par le succès de German Whip de Meridian Dan avec Big H et Jme. La chanson atteint la 13e place des UK Singles Charts,,. La même année, Skepta arrive en 21e position des Charts Uk avec le single That's Not Me, publié en compagnie de son frère Jme. Deux mois plus tard, Lethal Bizzle sort le single Rari WorkOut avec Jme et Tempa T, qui atteint la 11e place des UK Singles Charts. Une vague de jeunes MC grime à succès a également commencé à émerger, comme Stormzy, AJ Tracey, Novelist, Jammz et Lady Leshurr
En 2015, Kanye West invite plusieurs artistes grime à le rejoindre sur scène lors des Brit Awards,. À la suite des critiques suscitées par cette performance, Stormzy sort le morceau de réponse Shut Up, en utilisant l'instrumental Functions on the Low, sorti en 2004, produit par XTC, un membre de Ruff Sqwad. La chanson est un succès massif pour Stormzy, et contribue à amener la musique grime à une audience plus large.
En mai 2016, le quatrième album studio de Skepta, Konnichiwa, entre dans le UK Albums Chart à la deuxième place. Ce disque permet à une nouvelle génération de découvrir le grime. En février 2017, Gang Signs and Prayers de Stormzy a été le premier album de grime à atteindre la première place du UK Albums Chart. En juin 2017, les ventes de musique grime au global avaient augmenté de plus de 100 % au Royaume-Uni, les ventes physiques ayant progressé de 109 %, les ventes numériques de 51% et le streaming de 138 %. En 2018, l'élan du grime commence à ralentir. L'essor du grime est crédité d'avoir « ouvert la porte » à des genres concurrents, comme le UK drill, qui commençait à prendre de plus en plus de place sur les ondes,.

## Caractéristiques

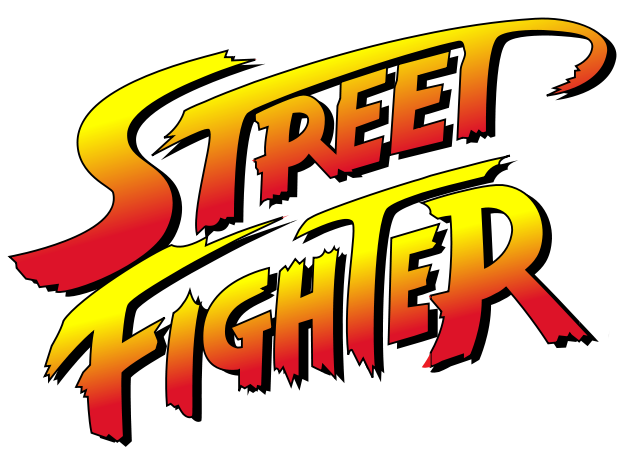
Des sons du jeu Street Fighter sont souvent samplés dans le grime.

Le grime est caractérisé par des breakbeats complexes, généralement autour de 140 BPM, ou parfois structurés autour d'un rythme à double temps, et construits à partir de différents sons de synthé et électroniques. Wiley, parrain autoproclamé du grime, affirme dans son autobiographie paru en 2017 Eskiboy qu'il a personnellement créé la plupart de ses premiers morceaux à 140 BPM, car c'est le tempo par défaut dans FL Studio. Sur le plan stylistique, le grime s'inspire de nombreux genres, dont le UK garage, la drum and bass, le hip-hop et le dancehall.
Selon Sasha Frere-Jones du New Yorker, le grime a développé un son féroce en « distillant » les rythmes dans un style minimal, ce qui donne un son haché et décentré. Alors que le hip-hop est par nature une musique de danse, l'autrice affirme que « le grime sonne comme s'il avait été conçu pour une salle de boxe, une salle où les combattants ont beaucoup de coups à donner, mais peu d'espace pour bouger. » Frere-Jones affirme également que le grime a conservé un style différent du hip-hop. Hattie Collins soutient l'analyse de Frere-Jones, affirmant que le grime est « un amalgame de UK garage avec un peu de drum and bass, un soupçon de punk. »
Selon Alex de Jong et Marc Schuilenburg, la musique grime échantillonne également des sons provenant de la musique de jeu vidéo (chiptune) et de sonneries de téléphone, deux types de sons rentré dans le quotidien de Londres dans les années 2000. Street Fighter II, par exemple, est fréquemment échantillonné et cité en référence, car le grime est construit autour d'affrontements lyriques qui sont assimilés aux combats 1 contre 1 de Street Fighter. Autre exemple, le jeu Wolverine Adamantium Rage porte certaines des caractéristiques sonores du grime. Les paroles du grime font souvent référence aux technologies de communication populaires auprès des artistes et des auditeurs, comme les smartphones et les médias sociaux.

## Sous-genres et courants

### Grindie
Le grindie ou indie grime est un sous-genre du grime, né de la fusion entre le rock indépendant anglais et le grime. Il émerge dans la seconde moitié des années 2000, alors que le grime connaissait une forme de déclin. Alors que le Formulaire 696 empêchait les MC de grime de jouer dans des salles de concerts, certains artistes comme Lethal Bizzle se sont alors rapprochés des pubs et de leur scène musicale. Le grindie permettait aux MCs du grime de ce donner une image moins « violente », et aux artistes de la scène rock de montrer que leur son pouvait toujours être proche des classes populaires, et un son de la contestation.
Lethal Bizzle est l'un des artistes grime les plus investis dans le courant Grindie. Il s'est rapproché d'artistes contemporains, mais a aussi samplé des groupes cultes, comme les Clash sur le morceau Police on My Back. Il est proche du producteur Statik qui a signé quelques remixes du courant Grindie, et une mixtape intitulé Grindie Volume 1,.
Dizzee Rascal s'est aussi intéressé au courant grindie, en samplant les Arctic Monkeys sur le morceau Temptation, paru dans son album de 2007 Maths and English. Dizzee Rascal collabore également avec le groupe Florence and The Machine sur le titre You've Got The Dirtee Love.

### Rhythm and grime

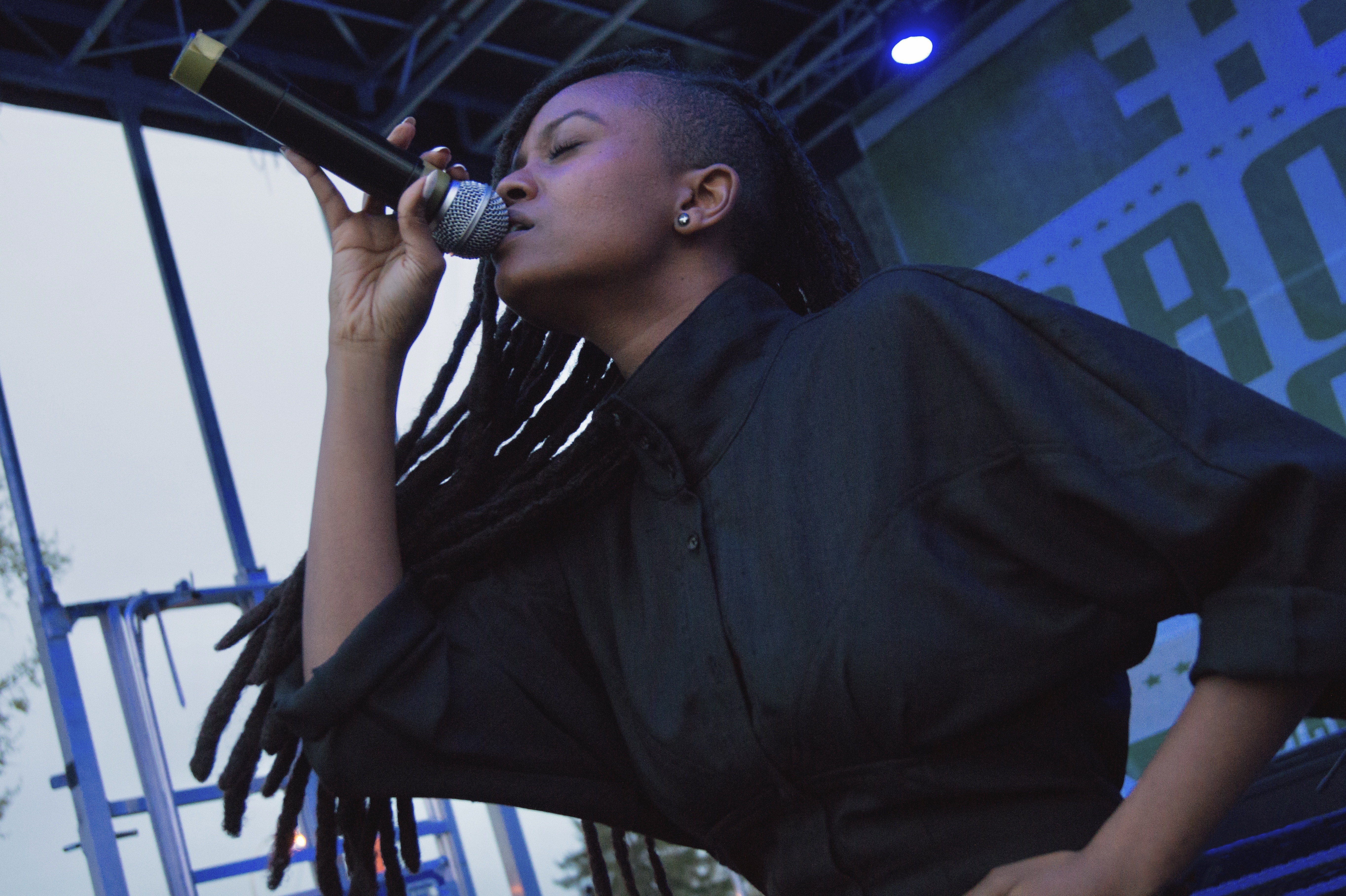
Kelela, interprète de rhythm and grime.

Le rhythm and grime, ou RNG, est un sous-genre du grime qui s'est développé au cours des années 2000. Victor Dermenghem situe le début du mouvement en 2005 avec le morceau Together du Ruff Sqwad accompagné de Wiley.
L'histoire du premier courant rhythm and grime est brève. Seuls quelques morceaux sont produits entre 2006 et 2010, notamment par le producteur Terror Danjah. Dans son article publié chez Musique Journal, Victor Dermenghem fait une distinction entre deux courants de rhythm and grime. Le premier, porté par des producteurs samplant des voix féminines, et le second par des producteurs invitant des interpête féminines. Ce dernier sera plus court, car en mal de popularité.
Le DJ et producteur Scratch DVA publie en 2006 une compilation concentré sur le genre DVA Presents The Voice of Grime Vol. 1. Il explique dans une interview de 2009 que le RNG n'a pas pu se solidifier car les interprètes féminines se faisaient trop rares.
Le courant rhythm and grime va connaitre un retour de popularité en 2013 avec la sortie du premier album de la chanteuse américaine Kelela, Cut 4 Me. Kelela s'associe à des producteurs de la scène anglaise comme Jam City, Bok Bok, Girl Unit, tous amateurs des productions Grime. Le magazine Pitchfork avance que Kelela représente l'essence du rhythm and grime, un genre musical qui chante l'amour impossible et les peines de coeur, un point qui était déjà présent dans les textes du RNG première génération.

### Sinogrime
Le terme « Sinogrime » fait essentiellement référence à la musique produite par les précurseurs du Grime, tels que Jammer et Wiley, qui ont samplé des sons de musique traditionnelle chinoise dans certaines de leurs productions. Un bon exemple parmi d'autres est le beat de Jammer Chinaman, qui échantillonne une petite partie de la musique du film Tai Chi Master de Jet Li, sorti en 1993. Le morceau Brand New Day, paru sur le premier album de Dizzee Rascal s'inspire lui des films de kung-fu que regardait le jeune Dizzee.
Le producteur et patron du label Hyperdub Kode9 est a l'origine du terme Sinogrime, qu'il a utilisé pour nommé un mix paru en 2005, un mix regroupant de nombreuses production du courant. Le producteur Swimful, basé à Shanghai, signe quelques productions Sinogrime.

### Bassline
Dans un article de son blog, le critique musical anglais Simon Reynolds avance que l'on pourrait penser la bassline comme une réponse au grime. Dans le morceau Heartbroken de T2, grand succès de la bassline, l'on peut entendre des vrombissement de basse proches de ceux du grime.
Basé sur le même tempo de 140 BPM que le grime, la bassline comporte quelques différence, notamment la rythmique en 4x4, avec un kick de basse à chaque temps, là ou le grime repose sur un breakbeat.

## Dans le monde

### Amérique du Nord et Canada
La sortie en 2005 de la compilation Run the Road de 679 Recordings présente certains des titres les plus populaires du grime déjà paru, ce qui a accru la popularité et la renommée du grime et de ses artistes à l'échelle internationale, et donc en Amérique du Nord. Lady Sovereign est une artiste de la sphère grime particulièrement remarquable qui a connu un succès à l'étranger. Elle est apparue dans le Late Show with David Letterman, a signé avec Roc-A-Fella Records de Jay-Z, et sa vidéo "Love Me or Hate Me" est devenue la première vidéo d'une artiste britannique à atteindre la première place de l'émission Total Request Live de MTV,
Au Canada, British Man Dem (B.M.D.), un collectif de grime originaire du Royaume-Uni, a popularisé le grime avec son émission de radio "Brits in the 6ix" en 2008, qui a mis les artistes de grime sous les feux de la rampe au Canada. Le grime est devenu de plus en plus populaire au Canada au début de 2010, notamment grâce à l'artiste canadien Tre Mission, l'un des premiers artistes nord-américains à être associé au genre grime,. Drake a également contribué à mettre le grime sous les feux de la rampe au Canada ; le single "Shutdown" de Skepta a samplé une vidéo de Drake, et Skepta a ensuite travaillé sur le projet More Life de Drake.

### Australie
Le collectif Smash Brothers, lancé en 2008 par 2 MC australiens et 2 MC anglais est pionnier de la scène grime australienne. Dans une interview documentaire diffusée sur YouTube, les membres du crew expliquent que la scène Grime était inexistante en Australie avant 2006. Les Smash Brothers soulignent qu'à l'époque, le public hip-hop australien associait le grime à une forme de techno, et ne s'y intéressait pas. Les Smash Brothers publient leur premiers morceaux en 2009 et organisent leurs premiers shows en 2010.
Fraksha des Smahs Brothers va également lancer des émissions de radio autour du grime en Australie, ou des MCs locaux vont s'affronter. Fraksha est aussi à l'origine des soirées 50/50 à Melbourne, des événements musicaux autour du Grime, qui vont contribuer à populariser le genre. Fraksha est aussi à l'origine des compilations Grime Down Under.,
La scène grime australienne va apporter son propre jargon et référence culturelle dans les textes. Cette démarche est la même que celle des MC originaux du grime, qui utilisait le slang londonien pour se démarquer.

### Brésil
Le courant grime brésilien est communément appelé « brasilian grime » ou « brime » (contraction de brasil et grime). On trouve des traces de grime au brésil dès 2002, avec le morceau Cidadão Comum Refém de MV Bill, et le freestyle du MC de Bahia Vandal, qui pose sur une production sinogrime de Kode9. Quelques autres morceaux grime vont être produit au Brésil avant 2010 et la fin du premier âge d'or du grime, comme Vou Keimah! de Jimmy Luv et Bruno Belluomini.
Plusieurs crew grime existent au Brésil. À São Paulo, c'est le collectif Tracksuit Mafia qui représente la scène grime. Lors des événements organisés par ces collectifs, on écoute de la musique éléctronique anglais (garage, drum and bass, grime), et des productions locales de grime. Febem, Fleezus et Cesar membres du collectif Tracksuit Mafia, ont publié en 2023 l'album Brime!, qui est, selon le magazine Resident Advisor, le premier album complet de grime brésilien. Dans Brime!, les producteurs mélanges les sonorités typiques du grime aux sons et rythmiques du funk carioca, genre de musique brésilien,.
À Rio de Janeiro, la scène grime brésilienne est représentée par le rappeur SD9. Son disque 40°, produit en partie par DIIGO, aborde les questions de violences policières, et les préoccupations des classes populaires de Rio. En ce sens, le grime brésilien se rapproche thématiquement du grime anglais, qui est lui aussi un outil de contestation. Les MCs brésiliens racontent que cet élément thématique a permis au brésilien de s'intéresser au grime.
Depuis 2018, le collectif Brasil Grime Show diffuse de la grime au brésil lors d'émissions de radio et organise des battles entre MCs. Brasil Grime Show produit aussi des artistes de la scène grime brésilienne comme Fella Rap, Diniboy et Kbrum,.

### Chine
Une scène grime relativement petite existe à Shanghai et à Pékin, en Chine, lancée par deux expatriés britanniques Naaah et Alta. Vers 2015, le label Push and Pull d'Alta et de Naaah et le promoteur Puzzy Stack ont commencé à promouvoir des soirées grime,. À Shanghai, celles-ci étaient principalement organisées dans un club appelé The Shelter. De nombreux producteurs locaux s'y rendaient pour présenter leur musique. Le club a été fermé fin 2016 en raison de problèmes de licence et ils ont ensuite déménagé à All Club,.
Le style de grime connu sous le nom de « sinogrime », qui incorpore des éléments de motifs d'Asie de l'Est, commence à être remarqué en Chine dès 2009, et influence les producteurs locaux. Le producteur Swimful, expatrié basé à Shanghai, a remixé l'instrumental sinogrime de Wiley Shanghai en 2016. Le producteur Howie Lee, basé à Pékin, a également produit un album avec des éléments sinogrime, appelé "Mù Chè Shān Chū".
Contrairement à ce qui se passe ailleurs, le grime chinois est essentiellement instrumental en raison de l'absence de MC locaux. Selon Puzzy Stack, un promoteur de grime basé à Pékin, l'intensité rapide du grime fait qu'il est difficile pour les MC chinois de rapper dessus. Les clubs jouent un rôle important dans la scène, en organisant des soirées grime où les DJ et les producteurs locaux peuvent venir présenter leur musique. Les producteurs incluent parfois des échantillons et des références de la culture pop locale comme les films de kung-fu ou la mandopop.
En 2018, le rappeur chinois After Journey (艾福杰尼, Àifújiéní) s'est rendu au Royaume-Uni pour tourner un documentaire sur le grime aux côtés du MC britannique Cadell. En plus du documentaire, Cadell et After Journey ont créé la première chanson de grime avec un MC britannique et chinois, intitulée 2 Much, qui est ensuite reprise par DJ Target sur BBC Radio 1xtra.

### Corée du Sud
En Corée du Sud, le MC Damndef sort en 2020 le projet Korean Grime, paru chez Welcome Records. Il collabore à cette occasion avec Double Clapperz, producteurs de la scène grime japonaise. La même année, le producteur sud-coréeen DJ co.kr invite Riko Dan et Magugu des MC coutumiers du grime sur un EP.

### France
En France, quelques rappeurs s'intéressent au courant grime le temps d'un freestyle ou d'un morceau. En 2006, TTC collabore avec Skepta sur le morceau Mature Macho Machine. Côté freestyle, on peut citer Kekra et Alpha Wann qui posent sur l'instru de ''That's Not Me de Skepta et Jme, et Sneazzy qui reprend l'instrumental de Shutdown pour son morceau Gaddem.
Quelques artistes français produisent des morceaux inspirés du grime. Kekra rend hommage au collectif Roll Deep avec son morceau Roll Deep Style. Nekfeu signe les morceaux Menteur menteur et Esquimaux, ce dernier en featuring avec Népal. Esquimaux est une référence à Wiley et son titre Eskimo. D'autres rappeurs francophones se spécialise dans le grime, comme le duo Mové Sort ou Clint Is Good, qui nomme son premier album French Grime.
Quelques producteurs français ont signé des morceaux grime strictement instrumentaux. C'est le cas de DJ Absurd qui proposait dès son album Jurassic Tracks 2005 des productions grime. En 2016, le label [Re]sources publie Club Hexagon vol. 1, une compilation de grime instrumentale française.

### Japon
Dans une interview pour Vice Magazine, le MC japonais Pakin, un pilier de la scène grime locale, avance que la première mention du grime au Japon s'est fait par l'interview de Dizzee Rascal dans le magazine Black Music Review, en 2004. Peu d'infos sur le Grime circulait au Japon à l'époque, il fallait aller sur internet pour en trouver.
Au début des années 2010, des producteurs japonais s'intéressent au Grime, et organisent des battles de productions, autour du hashtag #wardubjp. Selon les membres du label Butterz, qui s'expriment dans Crack Magazine, ce moment marque un tournant dans la scène Grime japonaise, qui amènera l'événement "War Dub Japan Cup", une compétition IRL de producteurs.
Plusieurs séries de soirées vont permettre à la scène grime japonaise de se structurer. Ces soirées sont généralement portées par des producteurs et autres acteurs de la scène, et invitent des MCs locaux et des internationaux. Dans Vice, Pakin mentionne les soirées Goodweather, Golly Gosh et Swims.
La scène grime japonaise se démarque surtout au niveau des textes. Là où le grime anglais parle souvent d'armes et de criminalité, les MCs japonais n'en parlent quasiment jamais, le taux de criminalité étant bas au Japon. Le grime japonais occupe une place de musique contestataire, où l'on parle de politique et de phénomène de société.